# Giải vô địch bóng đá Nam Mỹ 1956
Giải vô địch bóng đá Nam Mỹ 1956 là giải vô địch bóng đá Nam Mỹ lần thứ 24, diễn ra ở Uruguay từ 21 tháng 1 đến 15 tháng 2 năm 1956. Giải đấu có 6 đội tuyển tham gia, đấu vòng tròn tính điểm để chọn ra nhà vô địch. Chủ nhà Uruguay giành chức vô địch lần thứ chín sau khi vượt qua Chile ở lượt trận đấu cuối.

## Địa điểm
| Montevideo             |
| ---------------------- |
| Sân vận động Trung tâm |
| Sức chứa: 65,235       |
|                        |

## Kết quả
| Đội       | Pld | W | D | L | GF | GA | GD | Pts |
| --------- | --- | - | - | - | -- | -- | -- | --- |
| Uruguay   | 5   | 4 | 1 | 0 | 9  | 3  | +6 | 9   |
| Chile     | 5   | 3 | 0 | 2 | 11 | 8  | +3 | 6   |
| Argentina | 5   | 3 | 0 | 2 | 5  | 3  | +2 | 6   |
| Brasil    | 5   | 2 | 2 | 1 | 4  | 5  | −1 | 6   |
| Paraguay  | 5   | 0 | 2 | 3 | 3  | 8  | −5 | 2   |
| Perú      | 5   | 0 | 1 | 4 | 6  | 11 | −5 | 1   |

## Trận đấu
| Uruguay                                                           | 4–2 | Paraguay                             |
| ----------------------------------------------------------------- | --- | ------------------------------------ |
| Óscar Míguez 12' · Guillermo Escalada 25', 32' · Walter Roque 65' |     | Máximo Rolón 81' · Antonio Gómez 89' |

| Argentina                            | 2–1 | Perú              |
| ------------------------------------ | --- | ----------------- |
| Omar Sívori 43' · Federico Vairo 51' |     | Roberto Drago 56' |

| Chile                                                               | 4–1 | Brasil       |
| ------------------------------------------------------------------- | --- | ------------ |
| Enrique Hormazábal 8', 83' · René Meléndez 65' · Leonel Sánchez 71' |     | Maurinho 38' |

| Uruguay                                   | 2–0 | Perú |
| ----------------------------------------- | --- | ---- |
| Guillermo Escalada 42' · Óscar Míguez 73' |     |      |

| Brasil | 0–0 | Paraguay |
| ------ | --- | -------- |
|        |     |          |

| Argentina             | 2–0 | Chile |
| --------------------- | --- | ----- |
| Ángel Labruna 9', 79' |     |       |

| Brasil                   | 2–1 | Perú              |
| ------------------------ | --- | ----------------- |
| Alvaro 10' · Zezinho 80' |     | Roberto Drago 42' |

| Argentina            | 1–0 | Paraguay |
| -------------------- | --- | -------- |
| Carlos Cecconato 54' |     |          |

| Paraguay         | 1–1 | Perú              |
| ---------------- | --- | ----------------- |
| Máximo Rolón 76' |     | Isaac Andrade 61' |

| Brasil       | 1–0 | Argentina |
| ------------ | --- | --------- |
| Luizinho 88' |     |           |

| Uruguay                              | 2–1 | Chile             |
| ------------------------------------ | --- | ----------------- |
| Óscar Míguez 12' · Carlos Borges 58' |     | Ramírez Banda 59' |

| Chile                                                                               | 4–3 | Perú                                                         |
| ----------------------------------------------------------------------------------- | --- | ------------------------------------------------------------ |
| Enrique Hormazábal 15' · Manuel Muñoz 34' · José Fernández 70' · Leonel Sánchez 86' |     | Félix Castillo 22' · Máximo Mosquera 57' · Gómez Sánchez 80' |

| Uruguay | 0–0 | Brasil |
| ------- | --- | ------ |
|         |     |        |

| Chile                                      | 2–0 | Paraguay |
| ------------------------------------------ | --- | -------- |
| Enrique Hormazábal 41' · Ramírez Banda 51' |     |          |

| Uruguay            | 1–0 | Argentina |
| ------------------ | --- | --------- |
| Javier Ambrois 23' |     |           |

### Vô địch
| Vô địch Cúp bóng đá Nam Mỹ 1956 Uruguay Lần thứ chín |

## Danh sách cầu thủ ghi bàn
4 bàn
- Enrique Hormazábal

3 bàn
| - Guillermo Escalada | - Óscar Míguez |  |

2 bàn
| - Ángel Labruna - Jaime Ramírez Banda | - Leonel Sánchez - Máximo Rolón | - Roberto Drago |

1 bàn
| - Carlos Cecconato - Omar Sívori - Federico Vairo - Álvaro - Luizinho - Maurinho | - Zezinho - José Fernández - Manuel Muñoz - René Meléndez - Antonio Gómez - Isaac Andrade | - Félix Castillo - Gómez Sánchez - Máximo Mosquera - Javier Ambrois - Carlos Borges - José Walter Roque |